# Aproximante lateral palatal sonora
La aproximante lateral palatal sonora es un sonido consonántico usado en varios idiomas hablados. El símbolo en el Alfabeto Fonético Internacional que representa este sonido es [ʎ] (que no debe confundirse con la lambda minúscula, λ). Su símbolo equivalente X-SAMPA es L.

## Características
La aproximante lateral palatal presenta las siguientes características:
- Su forma de articulación es aproximante, lo que significa que se produce con un articulador cerca de otro, la lengua y el paladar duro (varía entre la zona alveolar y palatal), pero sin que se reduzca la apertura hasta el punto en que se produzca una turbulencia de aire audible.
- Su punto de articulación es palatal, lo que significa que se articula colocando la parte media o posterior de la lengua contra el paladar rígido.
- Su fonación es sonora, lo que significa que las cuerdas vocales vibran durante su articulación.
- Es una consonante oral, lo que significa que se permite que el aire escape a través de la boca y no a través de la nariz.
- Se trata de una consonante lateral, lo que significa que el flujo de aire pasa por los lados de la lengua.
- Su mecanismo de flujo del aire es egresivo pulmonar, lo que quiere decir que se articula exhalando aire desde los pulmones.

## Ocurrencia

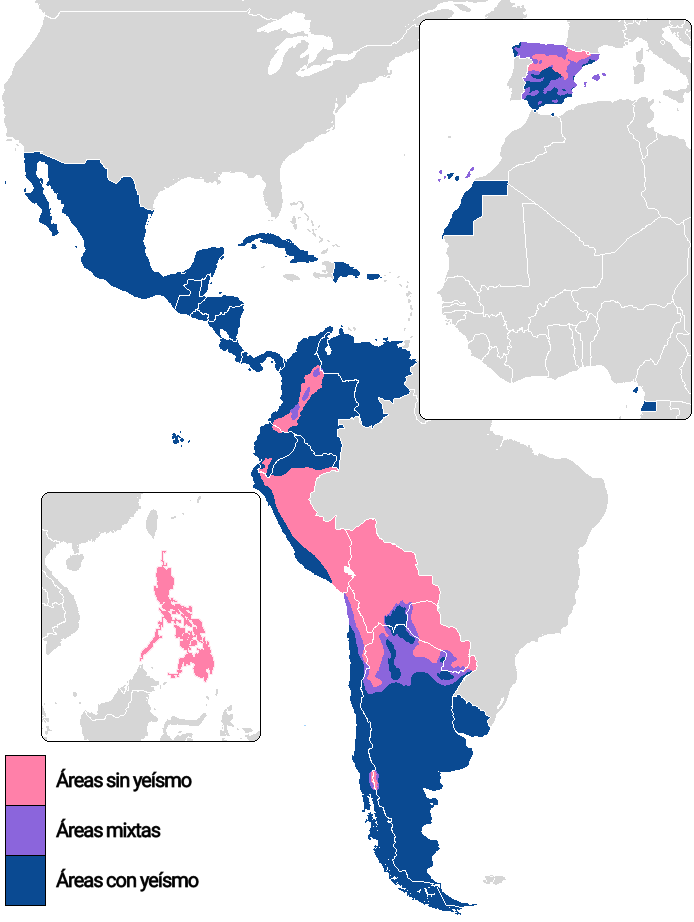
En rosa las áreas donde los hablantes de castellano conservan el fonema //ʎ// <ll>

En varias lenguas se presenta este sonido, por ejemplo en portugués (escrita lh); catalán (ll); italiano (gli); húngaro (ly); quechua (ll); aimara (ll) y nasa (lx). 
El castellano originalmente presenta el fonema, representado por la elle o doble ele (ll). Sin embargo, ha desaparecido de parte de las variedades del español, especialmente en Hispanoamérica y las grandes ciudades de España y se restringe actualmente al español andino, paraguayo y al de algunas áreas del español del interior de Colombia y del castellano del centro y norte de España, sobre todo en áreas rurales. Este fenómeno se ha denominado "yeísmo", de manera que el sonido [ʎ] ha sido sustituido según la región por [ʝ] o [j], o en el castellano rioplatense de la mayor parte de Argentina y Uruguay por [ʃ] o [ʒ] (sonido sh y zh).
- Datos: Q855287